# Riverside-La Sierra (Metrolink)
La  estación Riverside-La Sierra (en inglés: Riverside-La Sierra station), es una estación de tren regional de la línea 91/Perris Valley y línea Inland Empire-Orange County de Metrolink en Riverside, California, área regional de Los Ángeles en Estados Unidos. 

## Descripción
La estación Metrolink se inauguró el 2 de octubre de 1995 con servicio de la línea Inland Empire-Orange County. Cuenta con dos andenes de plataforma lateral y con 1,082 aparcamientos. La estación es propiedad de Riverside County Transportation Commission. La línea 91/Perris Valley inauguró servicio el 6 de mayo de 2002. El tren de línea 91/perris es de Los Ángeles en el oeste y Perris en el este. La línea Inland Empire-Orange County es de San Bernardino en el norte a Oceanside en el sur. 
Había un depot original a 300 m de la estación Metrolink, con servicio de Ferrocarril de Atchison, Topeka y Santa Fe y cerró el 15 de mayo de 1968.

## Servicio
La estación Riverside-La Sierra recibe el servicio de 14 trenes de la línea 91/Perris Valley de Metrolink (7 en cada dirección) entre semana. El servicio de fin de semana consta de 4 trenes (2 en cada dirección) tanto los sábados como los domingos.
También recibe 18 trenes de la línea Inland Empire-Orange County (9 en cada dirección) y 4 trenes en fin de semana.

## Conexiones
- Riverside Transit Agency - ruta: 15 y 200

## Lugares de interés
- Tyler Mall - almacén
- Castle Park - parque temático
- Hospital Kaiser-Riverside